# BM ネクタール
『BM ネクタール』（ビーエム ネクタール）は、藤澤勇希の日本の漫画。秋田書店刊行『週刊少年チャンピオン』にて、2000年3号から2000年13号（第一部）、2000年22号から2001年18号（第二部）、2001年33号から2002年33号（第三部）までそれぞれ連載された。全105話。単行本は秋田書店の少年チャンピオンコミックスより全12巻が発売されている。

## あらすじ
増え続ける人口によるゴミ問題。そして食料まで足りなくなり始めた日本。2002年に科学者達は遺伝子工学の技術をつかって BIO・MEAT、通称B・Mを発明した。B・Mはガラスはじめセラミックスと金属を除く、プラスティックを含むあらゆる有機物を食べて繁殖する生物で、これにより、ゴミを無公害で処分すると同時に食糧を供給するという、究極のリサイクル・システムを作り上げる。

### 第一部
B・Mによるリサイクル・システムが一般にも広く浸透し始めていたある日、関東で発生した地震が小学生・麻綾 完の引っ越してきた東京M市を襲った。一見すると大した被害は無い小規模な地震だったが、これによってM市にあったプラントからB・Mが逃げ出してしまう。
その日の午後、M市のあちこち、完たちの小学校にもB・Mが現れ、人々をも喰らい始めた。完、幡場、香ノ宮はシンゴの提言に乗って半ばクラスメイトたちから追い立てられるように教室を出るが、教室に残ったクラスメイトらはB・Mに襲われて全滅する。完たちはB・Mに蹂躙された街へ出ることになる。
車に乗って難を逃れていた完の母親と合流するとシンゴの指示に従って、都内方面へと車を走らせる。M市から都内につながる道路は封鎖されており、B・M研究開発総責任者であるシンゴの父親が封鎖の指揮を執っていた。父親がB・Mの機密保護のためなら、完らを殺害することも辞さないことを察したシンゴは、事態収束のために化学燃料でM市全体をB・Mを焼却しようとするM市へ完たちを戻す。シンゴの密かな指示によって、焼却から逃れるためにプラントに逃げ込む。完の母親の犠牲の上で、完、幡場、香ノ宮は生き残ることができ、救助された。

### 第二部
第一部から3年後。日本ではB・Mの正体は政府に隠蔽されながら、B・Mがもたらす成果により繁栄していた。
世間には「大火災」と隠蔽された第一部の惨劇で家族を失った麻綾達は、シンゴがこの事件の秘密を守ることで、政府に完達に手を出させないことと、生活の全てを政府に保障させることを約束させたことで、過去を忘れずとも表面上平穏に暮らし、中学生になった。
完は税金で養ってもらうのを拒否し、別れた父親を頼って大阪に帰ってしまっていたが、ある日小笠原諸島南東12.5km旧帝国海軍属人工島にてB・M対策の研究の主任になっていたシンゴの呼びかけにより、3年ぶりに一同は再会することとなった。
米国産B・M「U・S・B・M」の試食会に参加するため帰京したシンゴは試食会には参加せず、幡場、香ノ宮、さらに幡場の後輩の篠浦とすごしていたが、シンゴが幡場たちを試食会場に案内したのと時を同じくして、秘密裏に国内に持ち込まれていた生きたU・S・B・Mが試食会場の人間を襲いだす。
更には、日本のB・Mをアメリカに売ろうとする者の手によって、国産B・Mも試食会場のあるビル内に広まってしまう。
U・S・B・Mを運んできた米軍、試食会を訪れていた著名人にマスコミ、日本のB・M対策部隊と次々に犠牲となりながらも、完たちはなんとかその場を切り抜け、東条と合流し共に対策を練ることとなり、多くの犠牲を払いながらも作戦を成功させ、生き残ることができた。

### 第三部
第二部から3年後（第三部スタートの4年前）、B・Mを盗み出した者たちへの対応を誤ったシンゴは九州と陸から離れた小さな島を除いた国土をB・Mに蹂躙されることを許してしまう。
第二部より7年後、日本は人口の90%、国家資産のほとんどを失い、人間は本土の極一部のフェンスで囲った地域と〝南〟と呼ばれるようになった九州にしか生存しておらず、本土の人間はB・Mに怯えながら日々を暮らし、〝南〟の人間は世界の国々からゴミを引き受けて処理し、代わりに加工したB・Mを食糧として輸出することによってもたらされた実りにより豊かに暮らしていた。
本土の紀伊エリア大阪地区自警団の団長となっていた麻綾のもとに横須賀エリアにいた篠浦が幡場、香ノ宮の救助を要請するために現れたことで物語は動き始める。掟に背くことになりながらも、麻綾は仲間たちの救助に成功し、紀伊エリアまで戻る。しかし、掟を破ったことで麻綾は自警団に逮捕される。
そのころ〝南〟では、B・M通商局長官になったシンゴとフランス食料相補佐官との間でB・M通商条約締結の会談が行われていた。シンゴがクローシュを生鮮輸出用ベースに案内しているとき、突如レジスタンスに襲撃される。レジスタンスは制圧されたものの、〝南〟に生体B・Mが存在することを知られてしまい、後に生鮮輸出用ベースはレジスタンスに制圧された後に無能かつ無責任なリーダーと、狂信的な隊長の手により、B・Mが〝南〟に解き放たれ〝南〟は壊滅してしまう。
完たちは、シンゴら〝南〟の避難民を救助するため高千穂に船で出発。完たちはシンゴと再会し避難民の救助を行ったが、完、シンゴ、幡場、香ノ宮、篠浦は〝南〟に取り残され、独自に脱出を試みる。一方、避難民たちは大阪地区にたどり着いたが、こちらでもフェンスの老朽化や悪天候によって、壊滅は時間の問題かと思われた。そこへ消息不明となっていた完たちが、米軍の極東艦隊と共に、B・M駆除装置「零‐7号」を持ち帰り、これによって日本中のB・M駆除が始まった。日本全土の駆除には何年かかるか分からないが、復興作業に励む完たちだった。そこにラジオからアメリカ合衆国がU・S・B・Mの開発再開を決定したというニュースが飛び込んできて物語は終わる。

## 登場人物

### 主要人物
麻綾 完（まあや かん）
両親が離婚し母親と共に大阪から東京に引っ越してきた。言葉は関西弁。豚シャブが好物。幡場と一緒の体力班であり、考えるよりも先に行動してしまう。身軽ですばしっこい。
第三部では20歳になり紀伊エリア大阪地区自警団団長を務め、厳しい団員教育などから「鬼の麻綾」として知られるようになっている。一方で、義妹となった留音に対しては過保護なブラコン気質を見せる。
幡場 優（ばんば ？）名前の読みは不明。
第一部では完のクラスメイトで乱暴者であり、番長的な存在である。マザコンだったが、母親は第一部で死亡。
第二部では中学になりラグビー部に所属し、その実力には上級生も怯む。後輩である篠浦がイジメられているのを助けたり、面倒見のいいところも見せる。完同様、体力班。
第三部では横須賀エリア自警団団員になっていた。
東条 神悟（とうじょう しんご） / シンゴ
第一部では完のクラスの委員長。父親はB・Mの開発者である。母親は5歳の時にB・Mの実験中に起きた事故のため亡くなっている。この事故はまったくの偶発事故であったが、当時の周囲は父親がB・M開発のために見殺しにしたと言われており、このためシンゴも父親とはわだかまりが生まれていた。
第二部ではB・M研究施設で対B・M装置の研究等を行っている。U・S・B・Mと国産B・Mを共倒れさせるべく自分が提言した方法のために留音の両親をはじめ、大勢の人間を死なせてしまったことを悟ると、ショックから廃人同様になるが、留音から「仇を取ってくれないと許さない」と言われたことで奮起し復活した。
第三部では“南”に移り住み、B・M通商局長官になっている。
香ノ宮 麻里乃（かのみや まりの）
第一部では完のクラスメイトで嘘ばかり言っている狼少女と呼ばれ、イジメられ、担任からも見放されていた。
第二部では性格が一変し、明るくなり笑顔が見えるようになった。
第三部では横須賀エリアの自警団団長になる。
篠浦 剛士（しのうら つよし） / ミド
第二部から登場。完からはミド（ミドレンジャーの意。幡場はキレンジャー）と呼ばれている。
幡場や香ノ宮と同じ中学校に通っていて一学年下の一年生である。幡場と同じラグビー部に所属しているが、チビでグズで弱虫であるため上級生にイジメられ恐喝までされていた。
U・S・B・M、さらに国産B・Mに襲われ、当初は非現実的な出来事の繰り返しにおびえてメソメソしていたが、生き延びるために強い人間に成長する。軍隊や兵器に興味がある軍事&メカオタクであり、その知識と発想は第三部でも完たちの助けとなる。
第三部では横須賀エリアの自警団団員。
留音（るね）→御嶽ヶ原 留音（みたけがはら るね）
第二部から登場。初登場時は6歳である。家族たちとU・S・B・Mの試食パーティーに参加。試食会場でU・S・B・Mに襲われた後、上階のオフィスに逃げ込んだため米軍の掃討作戦を回避できた。その後シンゴが超音波を使い国産B・Mを呼び寄せた際、国産B・Mに襲われた。留音は両親によってロッカーの中に隠されていたため無事であったが、両親を含め大勢の人が犠牲になった。
第三部では完の父親の養女になり、御嶽ヶ原を名乗る。完のことを「完兄（かんにぃ）」と呼んでいる。幼少時の体験ゆえか、肝が据わった性格となっている。
桐生 新八（きりゅう しんぱち）
第三部に登場。身長が2メートルもある巨漢。留音のクラスメイトだが、ほとんど登校しておらず、留音のほうは桐生を知らなかった。完の父親で作家の御嶽ヶ原了のファンであり、最初はそのために留音に近づいた。無免許であるが、車の運転もでき、船舶の運転もできる。自警団からは傷害120件・カツアゲ50件を引き起こした乱暴者としてマークされている。
東条（とうじょう） / シンゴパパ
シンゴの父親。第一部ではB・M研究開発総責任者。B・Mの危険性を知りながらも世界中の飢餓に苦しむ人々のために実用化を強行した。一般市民を虫けらのようにしか思っておらずB・Mの秘密を守るためなら平気で殺すなど性格はきわめて残忍である。B・Mを自分の息子であるシンゴより愛している。
第二部では試食会場でU・S・B・Mに襲われるが、第一部同様に機密保持のために民間人の抹殺を指示する。
第三部では高千穂統括知事となっている。最後までシンゴに心を開くことはなく、B・Mに喰われるという最期を選択する。

### 第一部
完の母
夫とは離婚しており、女手ひとつで息子を育てた。普段はスーパーのパートとして働く。完、幡場、香ノ宮をB・M処理運送者に乗せた後、自らの命を犠牲にする。
ツネ夫（つねお）
幡場の取り巻き。母親に会うために学校から出ようとした幡場を殺そうとし、失敗に終わる。その後も学校に残り他のクラスメイトと共に幡場を罵っていたが、B・Mの進入を許し全員喰いつくされた。
岩山（いわやま）
完の母親の同僚。新人イビリが得意の鬼ババ。B・Mを豚と勘違いし殺そうとしたが失敗。下水道内で大量のB・Mに捕食された。
丸山（まるやま）
市役所職員。B・Mを豚と勘違いした岩山の連絡を受け捕獲に向かうが、下水道にて若手の職員と共に大量のB・Mに捕食された。
田代（たしろ）
完や幡場らの担任。性格はキツめ。パトカーから溢れ出てきたB・Mの犠牲となった。
浅香（あさか）＆十勝（とかち）
完の母親の同僚。業務時間にスーパーの倉庫でサボっていた際、排水口から大量発生したB・Mによって2人とも捕食された。
大石（おおいし）
完の学校の熱血体育教師。動かなくなったB・Mに6年生の3人組と近づくが、再び動き出したB・Mに襲われ死亡。
校長
完の学校の校長。やけに神経質な性格。校舎内に侵入したB・Mに襲われ死亡。
岡部（おかべ）
B・M供給センター社員。B・Mの出荷作業中に地震が起き、供給用処理車から脱走したB・Mに他の職員2人と共に捕食された。B・Mによる最初の犠牲者。

### 第二部
バーナード・ドレクス
U・S・B・M開発総責任者。検疫を受けていないU・S・B・Mの生体細胞を日本に無断で持ち込み、U・S・B・Mプレミアム試食会を混乱の渦に陥れる。
脱出成功まで生存していたが、最後の最後でミネラルウォーターを飲み、結果として体内で急激に成長したU・S・B・Mにより喰い殺された。
大佐（カーネル）
アメリカ軍大佐。U・S・B・Mの監視を担当した実戦部隊の隊長。基本的にドレクスの指揮下で動くが、U・S・B・Mの本体を殺害する等臨機応変に対応する。
東南アジアや中東、南アフリカでの戦闘から帰還しており、部下からの信頼も厚い。ヘリコプターの操縦も可能。
脱出成功まで生存していたが、ドレクスがU・S・B・M化したため、それを野に放さぬために変電所にヘリごと特攻。壮絶な死を遂げた。
池内（いけうち）
国産B・M研究所の下っ端研究員。後藤と手を組み、国産B・Mの生体細胞を欲している米国に売りつけようと研究所から国産B・Mを持ち出した。東条と同期。
哀愁を漂わせつつも、きみと共にU・S・B・Mや国産B・Mからの脅威を回避する。最終的に、完やきみ達を救うため自らの命を犠牲にする。
きみチャン
エロ深夜番組のレポーター。桐島たちテレビクルー亡き後は池内と行動し、U・S・B・Mや国産B・Mからの脅威を回避する。危機感が薄い。留音を救うため自らの命を犠牲にする。
後藤（ごとう）
東条の側近。池内と共に彼を出し抜くために、国産B・Mの生体細胞を欲している米国に売りつけようと研究所から国産B・Mを持ち出した。
東条に気づかれる前に、携帯用B・M対策器具を用いて国産B・Mを処分しようと動く。国産B・Mが仮死状態から抜け出したことを知り、池内ときみを殺そうとしたが、背後から現れたU・S・B・Mの餌食となった。
秘書
東条の秘書。志も根性もない人物。東条たちを裏切り単身エレベーターで脱出しようとし、エレベーター内部から溢れ出てきた国産B・Mに喰い殺された。
桐島（きりしま）
エロ深夜番組のスタッフ。自意識過剰で酷薄。情報の送信や普通の電話、非常ドアが開かない様子から、アメリカ国家からの陰謀論を唱える。自ら仮死状態だった国産B・Mを容器から出し捕食される。
チーフ
エロ深夜番組のスタッフ陣のリーダー。桐島が捕食される場面に遭遇し、他のスタッフ2名と共に逃げ出すが、U・S・B・Mの餌食となる。
シド＆グレン
アメリカ軍兵士。別動隊として、完やシンゴらの援護に回る。終盤まで生き残るが、ドレクス救出のために動き出した完や篠浦、大佐を国産B・Mから助け出すため自らの命を犠牲にする。
ボブ
アメリカ軍兵士。ドレクスの監視及び援護に回る。終盤まで生き残るが、ドレクスを逃がすために数匹の国産B・Mと戦い、その後大量に現れた国産B・Mにより襲われ死亡。
ビル＆ロイ
アメリカ軍兵士。終盤まで生き残るが、国産B・Mを見くびったが故に餌食となる。
エド
アメリカ軍兵士。体内にU・S・B・Mがいないことを証明するためミネラルウォーターを飲むが、結果として体内で急激に成長したU・S・B・Mにより殺された。
B・M対策部隊隊長
対B・Mのエキスパート部隊の隊長。東条の要請を受けU・S・B・Mを殲滅すべく作戦を開始させるが、想定外の国産B・Mの出現により部隊80名全員が殲滅させられた。
商務長官
日本人を侮辱していたアメリカ人。ワイングラスの中から出現した小型のU・S・B・Mによって殺された。U・S・B・Mによる最初の犠牲者。

### 第三部
御嶽ヶ原 了（みたけがはら りょう）
完の実父、留音の義父。著名な小説家で荒廃した世界でも小説を書き続けている。
ジャン・クローシュ
フランス食料相補佐官。元フランス諜報局日本担当支部長。ダグラスと協力し、B・Mの利権を狙うが作戦は失敗に終わる。その後も日本に留まり、東条をフランスに招き入れようとした。
実際は4年前にB・Mを盗み出そうとし日本を壊滅に追いやった人物。久我の策略により、ヘリポートで大量のB・Mの餌食となった。
クラスター・ダグラス
アメリカ海軍極東方面司令。〝南〟の治安維持を任されている。クローシュと協力し、B・Mの利権を狙う。B・Mが外へ解き放たれた際、シンゴからの忠告を無視し全軍を撤退させた。その結果、音に反応したB・Mが兵達を襲い自らも喰い殺された。
シャルル
フランス食料相長官。B・M通商条約締結の会談のため、部下のジャンと共に来日する。
久我（くが）
シンゴの補佐官。4年前の事件で家族を亡くしている。復讐を遂げるため、クローシュを道連れにB・Mの餌食となった。
隊長
コンキエスト隊長。B・Mを世界から排除する事を目的に活動している思想犯。作戦途中から狂信的になり、自らの言動について行けなくなったメンバー達の殺戮を開始する。
リーダーの手によりB・Mが解放され、多数の人間が死亡した中でもしぶとく生き残っていた。最終的に自爆し、高千穂にB・Mを解き放った。
ミハル＆銀二（ぎんじ）
コンキエストの一員の子供たち。
リーダー
コンキエストに武器と資金を提供した3人組の男達。全員が高千穂の一流B・M関連企業の御曹司で、金と暇を持て余した故の娯楽として反乱を起こす。
狂信的な行動を取るようになった隊長を尻目に逃亡を決意。証拠隠滅のためにB・Mを解放するが、制圧時に入口の暗証番号を変更していたため、ベースからの脱出が不可能な事に後から気づく。3人で言い合いをしていた際、自らが解放したB・Mに襲われ喰い殺された。
徳永（とくなが）
原子物理学の権威で、広域B・M対策システムの研究指導者。4年前に研究開発が凍結された以降も、小笠原諸島沖の研究所に残り管理と研究を続けている。
仙波（せんば）
生鮮輸出用ベースの警備員。コンキエストのメンバーに人質に捕らわれていたが、ミハル、銀二達と共にベースからの脱出を目指す。道中でコンキエストの隊長と遭遇した際、足を負傷してしまう。その後、ミハル、銀二のために囮となって隊長に挑む。明確な死亡描写は無いが、隊長の発言から死亡したものと思われる。
坂田（さかた）
生鮮輸出用ベースの警備主任。仙波と行動を共にする。道中でコンキエストの隊長と遭遇した際、ミハルや銀二、仙波を守るため盾となり銃撃を受け死亡した。
ヒース＆テッド＆ドレン
アメリカ海軍兵。シンゴと共にベースに潜入し作戦を実行していたため、他の兵士と異なり死亡することは無かった。その後もシンゴ達の仲間として活躍し、彼らをサポートする。
副長
完が大阪地区自警団団長だった頃の補佐官。完が去った後は団長の座を継いだ。陰ながら完達をサポートする。

## 設定・用語
B・M
金属やガラス以外（要は有機物であれば）何でも食べ、永遠に分裂し、増え続ける異形の人造生命体。その不気味な外見は隠蔽されており、一般には品種改良された豚や牛として認識されている。
口に四本足がついたような形をしており、体の裏面にある歯で対象を噛み砕き捕食する。また捕食用の触手も持っている。
足の裏には爪や垂直面を移動するための管足があり、大体時速10キロ程度で移動することが可能。
背中に5 - 8対の胚芽があり、ここから分裂・増殖する。分裂直後は通常よりサイズは小さめだが捕食により体長15 - 45センチメートル、体重800グラムから4キログラムにまで変動し、約25分間隔で分離・増殖するようになる。
B・Mはほとんど感覚器を持っておらず、大きな動きや音など空気の振動を表皮で感知し襲い掛かり、餌を探す場合も、行き当たりばったりに喰らいつき、それが食べられれば喰らい、消化できなければ吐き出すといった原始的な動きをとる。
獲物に喰らいついた時、超音波によって仲間を呼び呼ぶ習性がある。この信号音を聞きつけることにより、感覚の鈍いB・Mは集団で一斉に襲いかかり獲物を即座に喰い尽す。また、B・M同士（国産B・M同士）が共食いすることはない。
直射日光に弱く、その下では20 - 30m、時間にして10秒くらいで干からびてしまうが、水を吸収すると復活する。海水に入ると浸透圧の関係で干からび、酸素の供給を絶たれて死滅する。
B・Mは最後の細胞1個になっても生き続けることが可能で、銃弾などでは殺しきることはできない。そのため、食用に出荷するB.Mはマイクロ波などで細胞一つ残らず死滅させることで初めて出荷される。細胞1個でも残っており、なおかつ水と周囲にエサがあればそこから再生することも可能。熱以外には極低温でも死滅する。
加工された食肉には、カルシウム、ミネラル、ビタミンなどがたっぷり含まれている。しかも安価で購入することができる優れた食品。ゴミ問題と食糧問題を一気に解決したB.Mはギリシア神話におけるネクタールにも例えられるが、一度人類の管理を外れれば無限に増殖し全てを喰い尽す危険な存在でもあるため、実用が始まった当初からその管理には細心の注意が張られてきたが、一部を除いて「人災」により破綻し外に漏れ出している。
第二部以降ではU・S・B・Mが登場した為、U・S・B・Mと区別するため国産B・Mと呼ばれる。
U・S・B・M
アメリカ産B・M。日本のB・Mと違い、沢山のミミズのような触手に口をつけたような形をしている。
国産B・Mと違い分裂はせず、エサを喰うと無限に巨大化していく。加工された食肉は、風味、栄養価ともに国産B・Mにひけをとらず、さらに増殖効率が国産B・Mより高く同量の食肉を産出するための期間は1/3以下である。一方で、代償として酸素を凄まじい勢いで消耗してしまう。
新しい個体を生むのではなく、異常なスピードで細胞分裂を繰り返すことから、「進化」のスピードが異常に早く、ただ本能で動くだけの肉塊から、喰らうことへの「欲求」を覚えた「猛獣」となり、換気口を通れる直径0.1mmのテグス状態に変化しエサを求めて外部を探索し、エサと水が揃うと増殖した。単位筋繊維量当たりの筋力は貧弱だが巨大化し筋肉量が増えれば、鉄のシャッターも抉じ開ける怪獣なみのパワーになる。
テグス状の触手からばら蒔かれた生体細胞は空気中を漂い、喉の粘膜に付着して増殖する（この影響で、喉が焼きつくような感覚に襲われる）。その状態で水を飲むと爆発的に成長が進み、体を食い破る。その後は独立した小型の個体として活動する。パーティ会場の皿に残った料理の中である程度成長している個体も存在していた（この状態でも人を食い殺す程度は可能）。
このような変異を起こし始めたことを危惧したカーネルにより、換気口を閉じられたことで一度は凄まじい断末魔を上げて絶命。しかし、改めて換気口が開かれたことで生存していた細胞がその死体を喰らい尽くし、より怪物じみた力と食欲を有した第2世代として新生した。
超音波によって集められた国産B・Mと喰らい合い増殖し合うという不毛な戦いを繰り広げるが、（ルネの両親たちを食っていたために）遅れて現れた国産B・Mの一団が加わったことでパワーバランスが崩壊。跡形も残さず国産B・Mの養分となってしまった。
国産B・M同様、高熱と低温に弱いが、遺伝子配列が違うため国産B・M対策グッズを使用することはできない。
B・M農場
表向きはゴミ処理場に偽装されている。毎日、区域内からB・Mの餌となるゴミが大量に運び込まれている。B・Mの数が飽和状態となると、出荷作業が行われる。B・M処理供給車という特殊な車に、B・Mを詰め込み、その車でB・Mを処理したのち、各地の市場へと運ばれる。ここに勤める職員たちはB・Mの実態を知っており、B・Mを食べなくてもすむようにと、高い給料が支払われる。
第三部では、本土がB・Mで壊滅したことを教訓に、南にB・M農場は唯一つも設置されていない。そのかわり、本土を巨大なB・M農場としている。本土全域に1000近いB・M処理センターと餌場が設けられ、餌場に航空機がゴミを廃棄する。ゴミを喰らい、増殖したB・Mは、B・M処理センターの発する超音波でおびき寄せられる。センターは巨大な装甲車で電子レンジのようなものになっており、マイクロ波によってB・Mを処理する。その後、B・Mは港までパイプラインで送られ、南に向けて船で運ばれる。処理から輸送までの工程は全自動であり、南に生体B・Mが侵入しないシステムとなっている。作中では第428番の餌場として、甲子園球場が登場した。
東京都M市M町
東京都西部に位置する架空の町。第一部の舞台でもある。中心に超大型ゴミ処理場（B・M農場）を擁する新興の住宅地である。2021年、地震でB・M農場から流出したB・Mによって、住民は全滅した。最終的に化学燃料が全域に散布され、B・Mもろとも焼き払われた。
南
九州の新しい名称。2027年に本土が壊滅した後、日本政府は宮崎県の高千穂に遷都し、九州を「南」と改称した。人口は約1400万人。
高千穂
2027年以降の首都。超高層ビルが林立し、高速道路が張り巡らされるなど、かつての東京を上回るほどの繁栄を誇示している。新生都庁の近くには五ヶ瀬川が流れている。かつては高千穂峡という美しい渓谷を誇っていたが、治水のために貯水槽と水路に成り果てているため、その面影は全く残っていない。また最上流には地中式貯水槽があり、ここには常時600万tの水が貯えられており、高千穂320万世帯の生活用水を賄っている。
本土
2027年の大惨事以降、B・Mによって壊滅した北海道、本州、四国の三島を指す。B・Mの汚染は本土全域には及んでいない。各地の半島の付け根には、高電圧の電流が流れているフェンスが設置されており、B・Mの侵入を未然に防いでいる。2029年まで、各地域に南からの公的な援助（フェンスの改修、テレビ・ラジオ放送など）が行われていた。2029年以降、本土に生存者は存在しないことになっている。作中では、房総エリア、横須賀エリア、伊豆エリア、紀伊エリアの4地域が登場し、第三部で房総エリアが壊滅し、その難民を受け入れたことで横須賀エリアも壊滅している。作中の描写から、この他にもエリアがあるようなことを匂わせているが、先述のエリア以外には触れられていない。

## 書誌情報
- 藤澤勇希 『BM ネクタール』 秋田書店〈少年チャンピオン・コミックス〉、全12巻
  1. 2000年5月 ISBN 4-253-05873-6
  2. 2000年8月 ISBN 4-253-05874-4
  3. 2000年10月 ISBN 4-253-05875-2
  4. 2001年1月 ISBN 4-253-05876-0
  5. 2001年3月 ISBN 4-253-05877-9
  6. 2001年5月 ISBN 4-253-20007-9
  7. 2001年10月 ISBN 4-253-20008-7
  8. 2001年12月 ISBN 4-253-20009-5
  9. 2002年3月 ISBN 4-253-20010-9
  10. 2002年5月 ISBN 4-253-20011-7
  11. 2002年7月 ISBN 4-253-20012-5
  12. 2002年9月 ISBN 4-253-20024-9